# Dylan Newbery
Pour les articles homonymes, voir Newbery.
Dylan Newbery, né le 10 mars 1994, est un coureur cycliste australien.

## Palmarès
- 2015
  - 2e étape de la Battle on the Border
- 2016
  - 1re étape du Tour de Singkarak

## Classements mondiaux
| Année            | 2015 | 2016 |
| ---------------- | ---- | ---- |
| UCI Asia Tour    | 192e | 402e |
| UCI Oceania Tour |      | 82e  |